# Ле-Борд-сюр-Ариз
Ле-Борд-сюр-Ари́з (фр. Les Bordes-sur-Arize) — коммуна во Франции, находится в регионе Юг — Пиренеи. Департамент коммуны — Арьеж. Входит в состав кантона Ле-Ма-д’Азий. Округ коммуны — Памье.
Код INSEE коммуны — 09061.

## Население
Население коммуны на 2008 год составляло 528 человек.
| 1962 | 1968 | 1975 | 1982 | 1990 | 1999 | 2008 |
| ---- | ---- | ---- | ---- | ---- | ---- | ---- |
| 358  | 406  | 378  | 386  | 446  | 513  | 528  |

## Экономика
В 2007 году среди 319 человек в трудоспособном возрасте (15—64 лет) 210 были экономически активными, 109 — неактивными (показатель активности — 65,8 %, в 1999 году было 65,6 %). Из 210 активных работали 168 человек (96 мужчин и 72 женщины), безработных было 42 (23 мужчины и 19 женщин). Среди 109 неактивных 27 человек были учениками или студентами, 34 — пенсионерами, 48 были неактивными по другим причинам.

## Достопримечательности
- Католическая церковь Сен-Жак
- Протестантский храм, построенный до революции
- Шато Линьи
- Шато Марвей
- Шато Саланк